# Арберд (Міссурі)
Арберд (англ. Arbyrd) — місто (англ. city) в США, в окрузі Данкін штату Міссурі. Населення — 404 особи (2020).

## Географія
Арберд розташований за координатами 36°3′12″ пн. ш. 90°14′24″ зх. д. / 36.05333° пн. ш. 90.24000° зх. д. (36.053454, -90.239916).  За даними Бюро перепису населення США в 2010 році місто мало площу 2,60 км², уся площа — суходіл.

### Клімат
| Клімат : Арберд         | Клімат : Арберд | Клімат : Арберд | Клімат : Арберд | Клімат : Арберд | Клімат : Арберд | Клімат : Арберд | Клімат : Арберд | Клімат : Арберд | Клімат : Арберд | Клімат : Арберд | Клімат : Арберд | Клімат : Арберд | Клімат : Арберд |
| Показник                | Січ.            | Лют.            | Бер.            | Квіт.           | Трав.           | Черв.           | Лип.            | Серп.           | Вер.            | Жовт.           | Лист.           | Груд.           | Рік             |
| Абсолютний максимум, °C | 23,3            | 26,7            | 30,0            | 34,4            | 36,7            | 40,6            | 44,4            | 42,8            | 41,1            | 36,1            | 30,6            | 25,6            | 44,4            |
| Середній максимум, °C   | 6,7             | 10,0            | 15,6            | 21,7            | 26,7            | 31,7            | 33,9            | 32,8            | 28,9            | 23,3            | 15,6            | 8,9             | 21,3            |
| Середній мінімум, °C    | −3,9            | −1,7            | 3,3             | 8,3             | 13,9            | 18,3            | 20,6            | 19,4            | 15,0            | 8,3             | 3,3             | −1,7            | 8,7             |
| Абсолютний мінімум, °C  | −24,4           | −20             | −17,8           | −4,4            | 1,1             | 6,1             | 10,0            | 7,8             | 1,1             | −4,4            | −11,1           | −21,1           | −5,6            |
| Норма опадів, мм        | 86              | 98              | 123             | 125             | 142             | 102             | 92              | 68              | 84              | 100             | 126             | 116             | 1260            |
| ----------------------- | --------------- | --------------- | --------------- | --------------- | --------------- | --------------- | --------------- | --------------- | --------------- | --------------- | --------------- | --------------- | --------------- |
| Джерело:                |                 |                 |                 |                 |                 |                 |                 |                 |                 |                 |                 |                 |                 |

## Демографія
Згідно з переписом 2010 року, у місті мешкало 509 осіб у 198 домогосподарствах у складі 124 родин. Густота населення становила 196 осіб/км².  Було 228 помешкань (88/км²).
Расовий склад населення:
| - 94,3 % — білих - 0,2 % — корінних американців - 4,7 % — осіб інших рас |

До двох чи більше рас належало 0,8 %. Частка іспаномовних становила 8,3 % від усіх жителів.
За віковим діапазоном населення розподілялося таким чином: 27,7 % — особи молодші 18 років, 53,6 % — особи у віці 18—64 років, 18,7 % — особи у віці 65 років та старші. Медіана віку мешканця становила 39,4 року. На 100 осіб жіночої статі у місті припадало 97,3 чоловіків;  на 100 жінок у віці від 18 років та старших — 104,4 чоловіків також старших 18 років.
Середній дохід на одне домашнє господарство  становив 40 160 доларів США (медіана — 22 083), а середній дохід на одну сім'ю — 34 945 доларів (медіана — 29 875). Медіана доходів становила 23 500 доларів для чоловіків та 25 000 доларів для жінок. За межею бідності перебувало 48,2 % осіб, у тому числі 70,3 % дітей у віці до 18 років та 20,0 % осіб у віці 65 років та старших.
Цивільне працевлаштоване населення становило 149 осіб. Основні галузі зайнятості: виробництво — 22,1 %, роздрібна торгівля — 17,4 %, сільське господарство, лісництво, риболовля — 17,4 %.